# سیبلی

## جمعیت
این روستا در دهستان لوندویل قرار دارد و براساس سرشماری مرکز آمار ایران در سال ۱۳۸۵، جمعیت آن ۱٬۲۶۴ نفر (۲۸۲خانوار) بوده است.